# 大枞树村
大枞树村（匈牙利語：Nagykarácsony），是匈牙利费耶尔州所辖的一个村。总面积30.46平方公里，总人口1384，人口密度45.4人/平方公里（2011年1月1日）。